# Карацу-хан

Мон роду Терадзава

Мон роду Окубо

Мон роду Мацудайра

Мон роду Дої

Мон роду Мідзуно

Мон роду Оґасавара

Карацу-хан (яп. 唐津藩, からつはん) — хан в Японії, у провінції Хідзен, регіоні Кюсю.

## Короткі відомості
- Адміністративний центр: місечко Карацу в місцевості Мацура (сучасне місто Карацу префектури Саґа)
- Дохід:

120 000 коку протягом 1593—1647;
83 000 коку протягом 1649—1678;
60 000 коку протягом 1678—1691;
70 000 коку протягом 1691—1762;
60 000 коку протягом 1762—1871.
- До 1647 управлявся родом Терадзава, що належав до тодзама і мав статус володаря замку (城主).

З 1649 управлявся родом Окубо, що був переведений з Акасі-хану в провінції Харіма. Цей рід належав до фудай і мав статус володаря замку (城主). Голови роду мали право бути присутніми у гусячій залі сьоґуна.
З 1678 року управлявся родом Мацудайра гілки Оґю, що був переведений з Сакура-хану в провінції Сімоса. Цей рід також належав до фудай і мав статус володаря замку (城主). Голови роду мали право бути присутніми у гусячій залі сьоґуна.
З 1691 року управлявся родом Дої, що був переведений з Тоба-хану в провінції Сіма. Цей також рід належав до фудай і мав статус володаря замку (城主). Голови роду мали право бути присутніми у гусячій залі сьоґуна.
З 1762 року управлявся родом Мідзуно, що був переведений з Окадзакі-хану в провінції Мікава. Цей також рід належав до фудай і мав статус володаря замку (城主). Голови роду мали право бути присутніми у гусячій залі сьоґуна.
З 1762 року управлявся родом Оґасавара, що був переведений з Танаґура-хану в провінції Муцу. Цей також рід належав до фудай і мав статус володаря замку (城主). Голови роду мали право бути присутніми у залі імператорського дзеркала сьоґуна.
- Ліквідований 1871 року.

## Правителі
| № | Ім'я                | Ім'я       | Роки        | Ранг, титул          | Примітки                       |
| - | ------------------- | ---------- | ----------- | -------------------- | ------------------------------ |
| 1 | Терадзава Хіротака  | 寺沢広高   | 1593 — 1633 | 従四位下 志摩守      | Син Терадзави Хіромаси         |
| 2 | Терадзава Кататака  | 寺沢堅高   | 1633 — 1647 | 従五位下 兵庫頭      | Другий син Терадзави Хіротаки  |
| 1 | Окубо Тадамото      | 大久保忠職 | 1649 — 1670 | 従五位下 加賀守      | Старший син Окубо Тадацуне     |
| 2 | Окубо Тадатомо      | 大久保忠朝 | 1670 — 1678 | 従四位下 加賀守 侍従 | Другий син Окубо Норітака      |
| 1 | Мацудайра Норіхіса  | 松平乗久   | 1678 — 1686 | 従四位下 和泉守      | Старший син Мацудайри Норінаґи |
| 2 | Мацудайра Норіхару  | 松平乗春   | 1686 — 1690 | 従五位下 和泉守      | Другий син Мацудайри Норіхіси  |
| 3 | Мацудайра Норісато  | 松平乗邑   | 1690 — 1691 | 従四位下 和泉守 侍従 | Старший син Мацудайри Норіхару |
| 1 | Дої Тосімасу        | 土井利益   | 1691 — 1713 | 従五位下 周防守      | Другий син Дої Тосітаки        |
| 2 | Дої Тосідзане       | 土井利実   | 1713 — 1736 | 従五位下 大炊頭      | Старший син Дої Тосімасу       |
| 3 | Дої Тосінобу        | 土井利延   | 1736 — 1744 | 従五位下 大炊頭      | Старший син Дої Тосікійо       |
| 4 | Дої Тосісато        | 土井利里   | 1744 — 1762 | 従四位下 大炊頭 侍従 | Другий син Дої Тосікійо        |
| 1 | Мідзуно Тадато      | 水野忠任   | 1762 — 1775 | 従五位下 和泉守      | Другий син Мідзуно Моріміті    |
| 2 | Мідзуно Тадакане    | 水野忠鼎   | 1775 — 1805 | 従五位下 左近将監    | Другий син Асано Мунецуне      |
| 3 | Мідзуно Тадаакі     | 水野忠光   | 1805 — 1812 | 従五位下 左近将監    | Старший син Мідзуно Тадакане   |
| 4 | Мідзуно Тадакуні    | 水野忠邦   | 1812 — 1817 | 従四位下 越前守 侍従 | Другий син Мідзуно Тадаакі     |
| 1 | Оґасавара Наґамаса  | 小笠原長昌 | 1817 — 1823 | 従五位下 主殿頭      | Другий син Оґасавари Наґатаки  |
| 2 | Оґасавара Наґаясу   | 小笠原長泰 | 1823 — 1833 | 従五位下 壱岐守      | Син Сакаї Таданорі             |
| 3 | Оґасавара Наґао     | 小笠原長会 | 1833 — 1836 | 従五位下 能登守      | Другий син Оґасавари Наґаясу   |
| 4 | Оґасавара Наґакадзу | 小笠原長和 | 1836 — 1840 | 従五位下 佐渡守      | Дев'ятий син Янаґісави Ясухіро |
| 5 | Оґасавара Наґакуні  | 小笠原長国 | 1840 — 1871 | 従五位下 中務大輔    | Другий син Мацудайри Міцуцуне  |